# Situl arheologic de la Pârcovaci, punct „Între Islazuri”
Situl arheologic de la Pârcovaci, punct “Între Islazuri” - este situat la vest de satul omonim ce aparține din punct de vedere administrativ de orașul Hârlău, pe versantul nordic al Dealului Miriște și include patru așezări ce aparțin din perioade diferite după cum urmează: secolul XVII – Epoca medievală, secolele XI – XII – Epoca medievală timpurie, secolele VI – VIII – Epoca migrațiilor și Hallstatt.